# Гонжа (село)
Гонжа — село в Магдагачинском районе Амурской области России, административный центр сельского поселения Гонжинский сельсовет.

## География
Расположено на северо-западе Амурско-Зейской равнины, в 36 км от районного центра, пгт Магдагачи. В селе расположена станция 4 класса Гонжа Забайкальской железной дороги. В 9 км, в селе Кислый Ключ, находится санаторий «Гонжинская бальнеолечебница».
Вода Гонжинских минеральных источников гидрокарбонатная натриево-кальциево-магниевая. Микроэлементы: ванадий, марганец, хром, медь; из газов основные: углекислота, азот, метан и сероводород. Незначительно повышенное содержание железа и кремнекислоты.

## История
Основано в 1910 году при постройке Транссибирской железнодорожной магистрали. Первыми поселенцами села считаются сосланные в 1910 году политкартожане. Их силами была отстроена железнодорожная станция, водокачка, первые бараки и фанзы для рабочих и служащих, а также дорога до ключа Кислого, в районе которого был обнаружен источник минеральной воды. В первые годы приехало большое количество китайцев, которые занимались торговлей и обменом с местным инородческим населением, а также добычей золота в окрестной тайге. В это время были нередки столкновения с русскими поселенцами, которые нередко приводили к кровавым расправам. Память об этом времени, в народной памяти, сохранилась в названии окрестных сопок, которые названы Китайскими. В 1930-е годы в селе был организован лагерный пункт Бамлага, в целях постройки вторых путей Транссиба и заготовки древесины, на основе которого, позже, был организован Гонжинский лесопункт Сивакского ЛПХ (в 1998 году лесопункт был закрыт). В 1974 году в селе был открыт завод по производству минеральной воды «Амурская» и «Гонжинская»
Несмотря на известность минеральной воды в пади Паланга, водолечебница в долине ручья Кислого была построена только в 1961 году. Официальное открытие бальнеологической лечебницы «Гонжа» после ремонта состоялось 16 марта 2011 года. Теперь лечебное учреждение может принимать до 100 пациентов одновременно. При этом в ванном отделении для принятия водных процедур сразу смогут находиться 12 человек. В корпусе 26 номеров, в каждом из них по две комнаты и санузел. Есть четыре номера повышенной комфортности, которые отличаются от обычных планировкой и наличием кухни.
75-метровая скважина, из которой в лечебницу подается минеральная вода, расположена в 500 м от административно-лечебного здания больницы. Поблизости, в более глубокой скважине осуществляется забор воды для продажи.

## Население
| 2002 | 2010 | 2012 | 2013 | 2014 | 2015 | 2016 |
| ---- | ---- | ---- | ---- | ---- | ---- | ---- |
| 1033 | ↘839 | ↘805 | ↘762 | ↘739 | ↘718 | ↗731 |
| 2017 | 2018 |      |      |      |      |      |
| ↗738 | ↘735 |      |      |      |      |      |

## Экономика
- Завод по розливу минеральной воды «Гонжинская» и «Амурская» ООО «Амурская вода».
- Гонжинское лесничество ГКУ Амурской области «Магдагачинский лесхоз».
- Предприятия лесной промышленности: ООО «Магдагачинский лесник».
- Предприятия железнодорожного транспорта: 1 эксплуатационный участок ПЧ-14, ЭЧК-36, ШЧ-8, станция Гонжа Забайкальской железной дороги.
- Муниципальная средняя общеобразовательная школа и детский сад.
- Фельдшерско-акушерский пункт.
- Сельский дом культуры.
- Почтовое отделение.
- В 9 км от села расположен санаторий «Гонжинская бальнеологическая лечебница».